# 下羅爾多夫

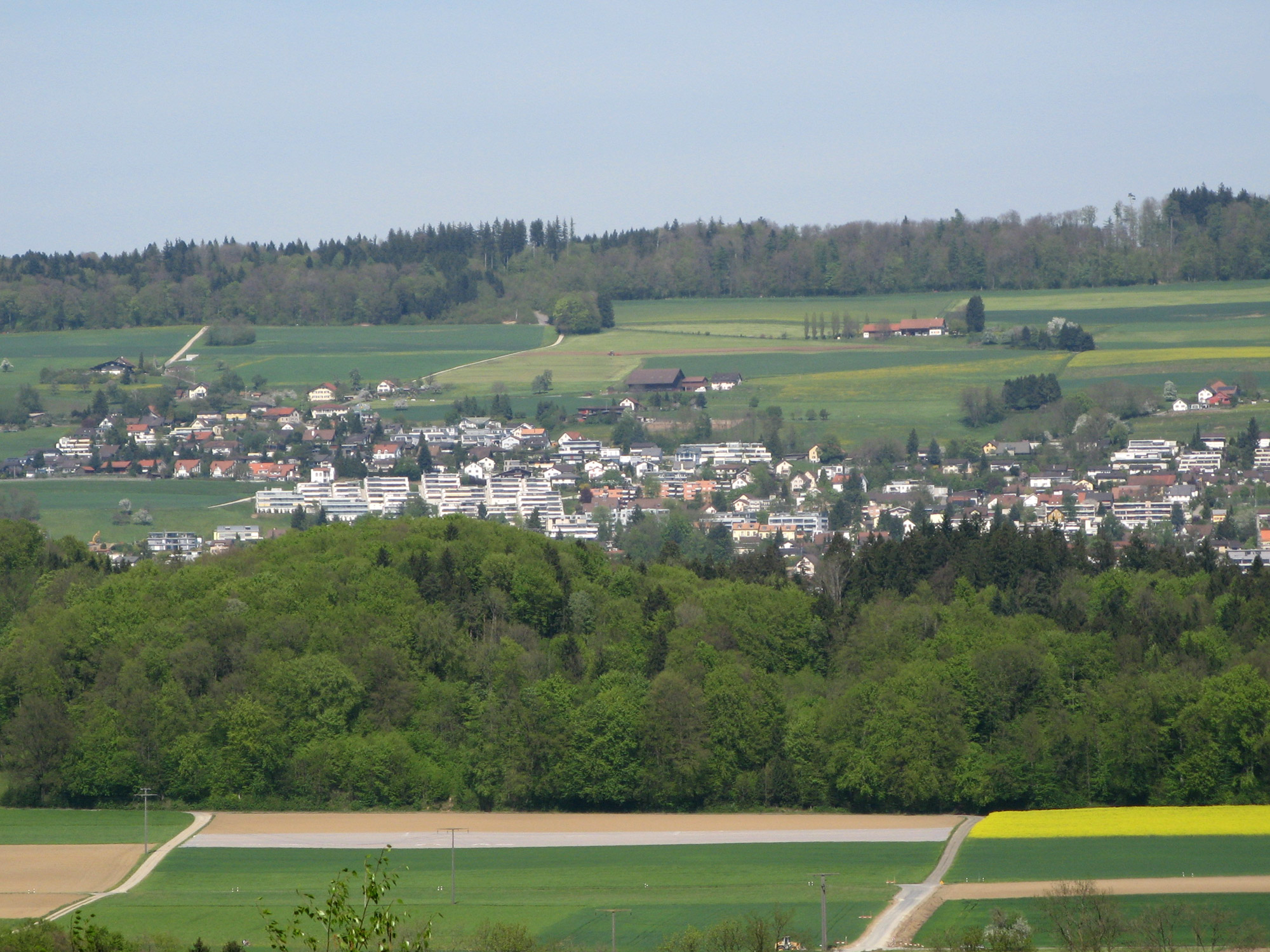

下羅爾多夫是瑞士的城鎮，位於該國北部，由阿爾高州負責管轄，面積3.33平方公里，海拔高度436米，2012年人口3,617，一半人口信奉羅馬天主教，人口密度每平方公里1086人。